# Ben Allison

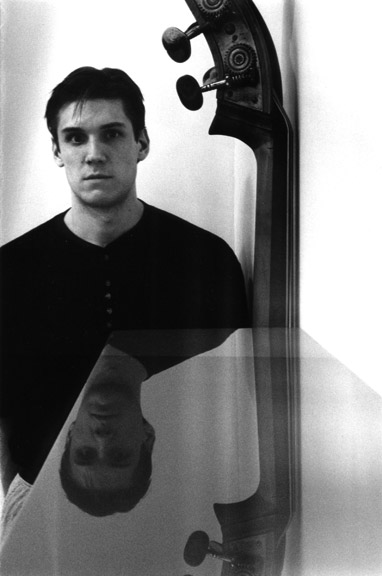
Ben Allison

Ben Allison (* 17. November 1966 in New Haven, Connecticut) ist ein amerikanischer Jazzmusiker (Kontrabassist, Komponist und Bandleader). Sein außergewöhnliches Kontrabass-Spiel, das auch ungewöhnliche Klangexperimenente integriert, seine komplexen, vielschichtigen Kompositionen, die bei aller Traditionsbindung und Eingängigkeit formal weit über die im Jazz gebräuchlichen Songstrukturen hinausgehen, und sein Engagement in unterschiedlichen musikalischen Projekten weisen ihn als interessanten Jazzmusiker aus.

## Leben und Wirken
Allison begann im Alter von 9 Jahren mit dem Gitarrenunterricht. In der Highschool studierte Allison westafrikanische, haitianische und kubanische Trommeltraditionen, aber auch kurz bei Steve Swallow und belegte Kurse an der Yale University. 1985 ging Allison als Universitätsstipendiat an die New York University, wo er sein Instrumentalstudium 1989 mit einem Bachelor abschloss.
1991 war er Mitbegründer des Jazz Composer’s Collective, eine New Yorker Non-Profit-Organisation, die die Ästhetik der New Yorker Jazzavantgarde mit den Errungenschaften des modernen Jazzkomposition von Duke Ellington bis Charles Mingus zusammenführte. Gemeinsam mit seinem langjährigen musikalischen Weggefährten, dem Pianisten Frank Kimbrough gründete er das Herbie Nichols Project, das sich ganz der Musik des originellen Pianisten Herbie Nichols widmet. Seit einigen Jahren betreibt er die orientalisch angehauchte Bar „Kush“ (benannt nach einer Komposition von Dizzy Gillespie) an der Lower East Side in New York (Orchard Street), wo er auch regelmäßig im Trio mit Michael Blake auftritt. Zu hören ist er u. a. auf Steven Bernsteins Tinctures in Time (Community Music, Vol. 1) (2021) und Good Time Music (Community Music, Vol. 2) (2022).
Mit seiner siebenköpfigen Band Medicine Wheel knüpfte er an die Klangwelt von Gil Evans an. Auf seinem Album Peace Pipe arbeitet er mit dem westafrikanischen Koraspieler Mamadou Diabaté, einem Interpreten aus der bekannten Griot-Familie. Ein an Dave Douglas’ Tiny Bell Trio erinnerndes Quartett mit Trompete und Gitarre spielte auf Cowboy Justice einen urbanen, zeitgenössische Grooves aufgreifenden Modern Jazz. Auf Little Things Run the World integrierte er, insbesondere in den Beiträgen von Steve Cardenas, Americana-Einflüsse.
Weiterhin ist Allison als Mitglied der Formationen von Michael Blake und von Steven Bernsteins Millenial Territory Orchestra tätig.

## Diskographische Hinweise
- Seven Arrows (1997)
- Medicine Wheel (1998)
- Third Eye (1999)
- Riding the Nuclear Tiger (2001)
- Peace Pipe (mit Mamadou Diabaté, 2002)
- Buzz (mit der nach der früheren Platte Medicine Wheel genannten Gruppe mit Michael Blake (Saxophon), Frank Kimbrough (Klavier), Ted Nash (Flöte & Saxophon), Clark Gayton (Posaune) und Michael Sarin (Schlagzeug), 2004)
- Cowboy Justice mit Ron Horton (Trompete) als Co-Leader, 2006
- Little Things Run the World (mit Ron Horton (Trompete), Steve Cardenas (Gitarre), Michael Blake (Saxophon) und Michael Sarin (Schlagzeug), 2008)
- Action-Refraction (2011)
- Ben Allison and Think Free: Layers of the City (Sonic Camera Records, 2017)
- Moments Inside (Sonic Camera Records, 2017)[1]

## Lexigraphische Einträge
- Wolf Kampmann (Hrsg.), unter Mitarbeit von Ekkehard Jost: Reclams Jazzlexikon. Reclam, Stuttgart 2003, ISBN 3-15-010528-5.